# Латинские названия городов Европы
В литературе, связанной с античностью, в книгах, напечатанных на латинском или древнегреческом языке, а также в книгах, опубликованных до середины XIX в., могут встречаться названия европейских городов на латинском языке — как в тексте, так и в выходных данных. Иногда эти названия могут значительно отличаться как от современных, так и от античных.
Такие названия могут представлять собой реальное название города или прилегающей местности в эпоху античности (Вена — Vindobona, Трир — Treveri, Лондон — Londinium, Бад-Кройцнах — Cruciniacum). Есть случаи, когда в качестве латинского названия употребляется название поселения, которое, согласно античным источникам, находилось в данном регионе, но не может быть точно отождествлено с средневековым или современным городом. Пример — название «Эблана» (Eblana Portus). Согласно Птолемею, это порт или поселение на восточном побережье Ирландии; в литературе оно нередко употреблялось в качестве латинского названия или самого Дублина, или его предместья Дандалк.
Реальное название города в античности могло отличаться от принятого в средневековье. Например, отождествление Лейдена с поселением Lugdunum Batavorum сомнительно: Лугдун скорее находился на месте современного Катвейка, но в литературе XVI—XIX в. это стандартный латинский эквивалент названия «Лейден».
Если город заведомо не существовал в античное время, то обычно употреблялась (и употребляется) латинизированная форма современного названия (Стокгольм — Holmia, Москва — Mosqua, Moscovia) или дословный перевод современного названия на латинский язык, если он возможен: Cervimontium — Еленя-Гура (до 1945 — Хиршберг), буквально «Оленья гора», Bipontium — Цвайбрюкен, буквально «Двумостье».

## Список некоторых наиболее распространённых латинских названий городов в литературе Средневековья и Нового Времени
- Amstelodamum — Амстердам
- Aquae Sextiae — Экс-ан-Прованс
- Aquisgranum — Ахен
- Arelate — Арль
- Argentoratum — Страсбург
- Asloa — Осло
- Augusta Taurinorum, Taurinum — Турин
- Berolinum — Берлин
- Bipont(i)um — Цвайбрюкен
- Cantabrig(i)a — Кембридж
- Chiovia, Kiovia — Киев
- Colonia Agrippina — Кёльн
- Cracovia — Краков
- Eblana (Dublinia) — Дублин
- Eboracum — Йорк
- Hafnia — Копенгаген
- Hammonia — Гамбург
- Helsinkium, Helsingia — Хельсинки
- Holmia — Стокгольм
- Labacum — Любляна
- Leopolis — Львов
- Lipsia — Лейпциг
- Londinium — Лондон
- Lugdunum Batavorum — Лейден
- Lugdunum — Лион
- Lutetia, Lutetia Parisiorum, Parisii — Париж
- Mediolanum — Милан
- Moguntia, Magontia — Майнц
- Monacum, Monachium — Мюнхен
- Mosqua, Moscovia — Москва
- Noviomagus (Ulpia Noviomagus Batavorum) — Неймеген
- Oenipons — Иннсбрук
- Oxonia — Оксфорд
- Petropolis — Санкт-Петербург
- Posonium — Братислава
- Ratisbona — Регенсбург
- Rotomagus — Руан
- Trajectum ad Mosam (Mosae Trajectum) — Маастрихт
- Turicum — Цюрих
- Ultrajectum — Утрехт
- Varsovia — Варшава
- Vindobona — Вена